# Municipio de Gaeland
El municipio de Gaeland (en inglés: Gaeland Township) es un municipio ubicado en el condado de Gove en el estado estadounidense de Kansas. En el año 2010 tenía una población de 52 habitantes y una densidad poblacional de 0,25 personas por km².

## Geografía
El municipio de Gaeland se encuentra ubicado en las coordenadas 38°56′20″N 100°43′55″O / 38.93889, -100.73194. Según la Oficina del Censo de los Estados Unidos, el municipio tiene una superficie total de 208.42 km², de la cual 208,42 km² corresponden a tierra firme y (0 %) 0 km² es agua.

## Demografía
Según el censo de 2010, había 52 personas residiendo en el municipio de Gaeland. La densidad de población era de 0,25 hab./km². De los 52 habitantes, el municipio de Gaeland estaba compuesto por el 100 % blancos. Del total de la población el 0 % eran hispanos o latinos de cualquier raza.